# أوكاوا (فوكوكا)
مدينة أوكاوا (بالإنجليزية: Ōkawa) هي أحد المدن التابعة لمحافظة فوكوكا. تأسست رسميًا في 01/04/1954. ويقدر عدد سكانها بـ 38266 نسمة حسب تقدير مكتب الإحصاء الياباني لعام 2012. تبلغ مساحة أوكاوا 33.61 كم2. بكثافة سكانية تبلغ 1139 نسمة/كم2.

## توأمة
لأوكاوا (فوكوكا) اتفاقيات توأمة مع:
- بوردينوني

## أعلام
- ماساهيرو كوغا
- ماساو كوجا